# 卡蒂·蘇馬
卡蒂·蘇馬，越南寧順人，占族伊瑪目，1833年發動了反對阮朝的起義，旋被鎮壓。

## 早年
卡蒂·蘇馬早年曾前馬來半島的吉蘭丹學習伊斯蘭哲學。明命十三年（1832年）10月，阮朝在占婆故地改土歸流。廢順城鎮，改為寧順府，封末代占王阮文承為延恩伯。聽到這個消息後，卡蒂·蘇馬從吉蘭丹前往柬埔寨，於明命十四年（1833年）率領一支主要由居住在柬埔寨的占族和馬來人組成的軍隊潛入寧順，發起反對順化朝廷的運動。卡蒂·蘇馬聲稱他可以從一個地方移動到另一個地方，而占族人卻看不到他的腳印。剛剛回到越南，卡蒂·蘇馬就贏得了在阮文承王府服務的許多占婆官員的支持。
為了為起義做好準備，卡蒂·蘇馬決定在起義爆發的那一天之前對他在寧順的存在保密。然而，一位名叫 Kabait Thuac 的婆羅門因為太害怕，向官府報告了卡蒂·蘇馬的叛亂陰謀。因此，明命帝下令逮捕所有窩藏卡蒂·蘇馬的占族人。但朝廷最後決定釋放因沒有證據而被捕的占族人，並以誹謗他人的罪名判處 Kabait Thuac 死刑。卡蒂·蘇馬對此次遇險很憤慨，並宣稱一些占族人是想要驅逐他的騙子，所以他不想繼續留在寧順。但大多數成員設法說服卡蒂·蘇馬繼續領導該運動。卡蒂·蘇馬接受了這一請求，條件是這場起義必須以伊斯蘭聖戰的名義進行。

## 起事
卡蒂·蘇馬將他所有的手下和士兵聚集在同奈的孔雀山上，卡蒂·蘇馬認為該山是伊斯蘭理論的指導、管理和傳播中心。之後，卡蒂·蘇馬派傳教士到西原，要求追隨者和士兵對伊斯蘭教和真主的教義有絕對的信心。卡蒂·蘇馬還下令消滅所有反對他發起的傳播伊斯蘭教運動的印度教占族政要。根據占婆王府檔案，卡蒂·蘇馬的目標是從越南人的控制中解放占婆。為了達到這個目標，卡蒂·蘇馬將伊斯蘭哲學作為他在柬埔寨尚未實現的理論框架，組建反對順化朝廷的伊斯蘭聖戰陣線。
阮朝朝廷沒有料到也沒有為卡蒂·蘇馬的起義做準備。因為在過去的幾年裏，明命帝不僅廢除了占族的奴隸制，還免除了他們的兵役。為了打擊叛亂者，明命帝試圖通過廢除對主流占族的同化政策來安撫占族人，以集中所有力量反對這一穆斯林運動的擴張——這種宗教正在導致占族人“用一種陌生的語言（指阿拉伯語）念經，並在家中包庇叛賊”。朝廷的士兵摧毀了許多占族村莊，尤其是沿海的村莊，以防止叛軍渡海逃往外國。
在多次拒絕朝廷軍隊的投降要求後，卡蒂·蘇馬將指揮權交給三個手下，命令三路士兵起身攻擊朝廷在占婆故地的軍事基地。明命帝則派出1000多人的精銳軍隊，並命令平順的武裝越南居民直接參與反對叛軍的戰爭。卡蒂·蘇馬的軍隊很快就瓦解了。卡蒂·蘇馬被迫撤退到位於西部的山區，並命令占族士兵繼續在平原對抗朝廷，但無濟於事，卡蒂·蘇馬也於明命十五年（1834年）流亡到吉蘭丹。